# Drymaeus
Genre
Drymaeus est un genre d'escargots néotropicaux de taille moyenne de la famille des Bulimulidae.

## Systématique
Le genre Drymaeus a été créé en 1850 par le médecin, botaniste et malacologiste allemand Johann Christoph Albers (d) (1795-1857),.

## Description
Les espèces du genre Drymaeus se caractérisent par une coquille allongée, conique à oblongue, aux premiers tours apicaux portant une fine sculpture de rides axiales et spirales entrecroisées orthogonalement, auxquels se corrèlent une morphologie de mâchoire et de radula propre au genre.

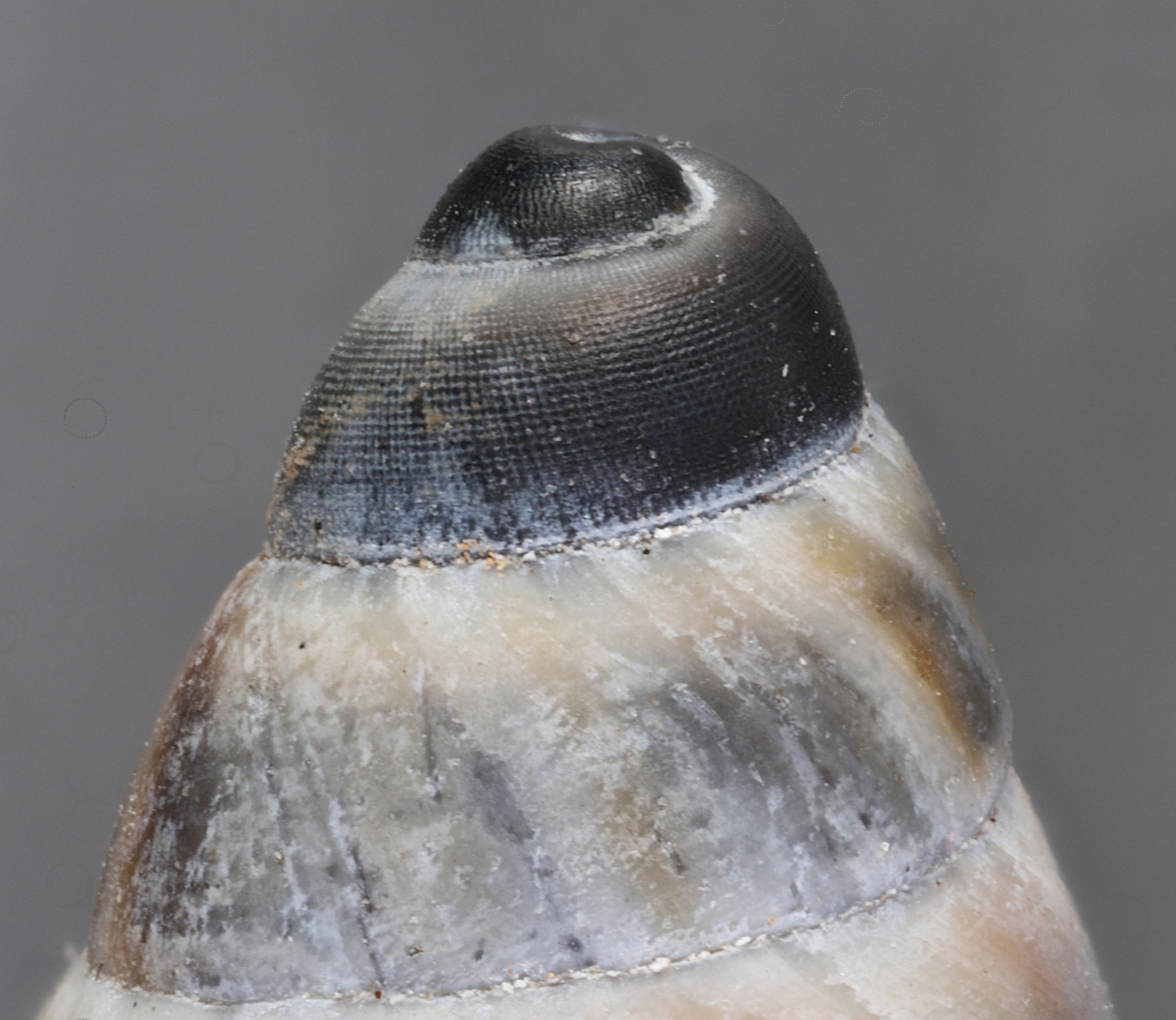
Premiers tours de la coquille d'un spécimen du genre Drymaeus montrant le décor caractéristique des espèces de ce genre.

Le genre Dryameus est riche de près de 400 espèces. La plupart sont arboricoles. Ces escargots peuvent être vivement colorés voire polychromatiques.  
Au sein du genre Drymaeus, la variabilité morphologique tient à l’expression typique ou non de la sculpture apicale, la forme globale (triangulaire ou oblongue) de la coquille ainsi que la forme de l’ouverture et le caractère réfléchi ou non de la lèvre extérieure.

## Distribution
Les espèces du genre Drymaeus se rencontrent dans le Sud de l'Amérique du Nord (Floride, Texas), en Amérique Centrale et en Amérique du Sud ainsi que dans les Caraïbes.

## Publication originale
- (de + la) Joh. Christ. Albers, Die heliceen nach natürlicher verwandtschaft systematisch geordnet, Berlin, Inconnu, 1850, 278 p. (OCLC 28786793, DOI 10.5962/BHL.TITLE.11507, lire en ligne).